# Нугуманова, Флюра Галимьяновна
Флюра Галимьяновна Нугуманова (18 февраля 1936, Куллярово, Кармаскалинский район, Башкирская АССР — 18 февраля 2021) — советская, российская певица. Педагог-вокалист. Народная артистка Башкирской ССР (1991).

## Биография
Нугуманова Флюра Галимьяновна родилась 18 февраля 1936 года в деревне Куллярово Кармаскалинского района Башкирской АССР в многодетной семье. Родители и все дети Нугумановых обладали красивым голосом и ярко выраженными музыкальными способностями. Флюра хорошо пела и любила танцевать. Сам Файзи Гаскаров настойчиво приглашал её в Башкирский государственный ансамбль народного танца, но пересилила любовь к пению, и Флюра решила стать певицей.
Чтобы добиться своей цели, ей пришлось преодолеть много трудностей.
После окончания средней школы в селе Алайгирово Флюра Нугуманова поступила в Уфимское училище искусств. Училась вместе с будущими известными солистами, музыкантами, артистами — Заки Махмутовым, Зайтуной Газизовой, Фанией Халитовой (Сулеймановой), Ильфаком Смаковым, Айратом Каримовым.
Училась Флюра Нугуманова у известного педагога по вокалу, будущего профессора Уфимского института искусств Миляуши Галеевны Муртазинаной, которая относилась к природному голосу певца очень бережно, строила занятия таким образом, чтобы выявить лучшие его качества.

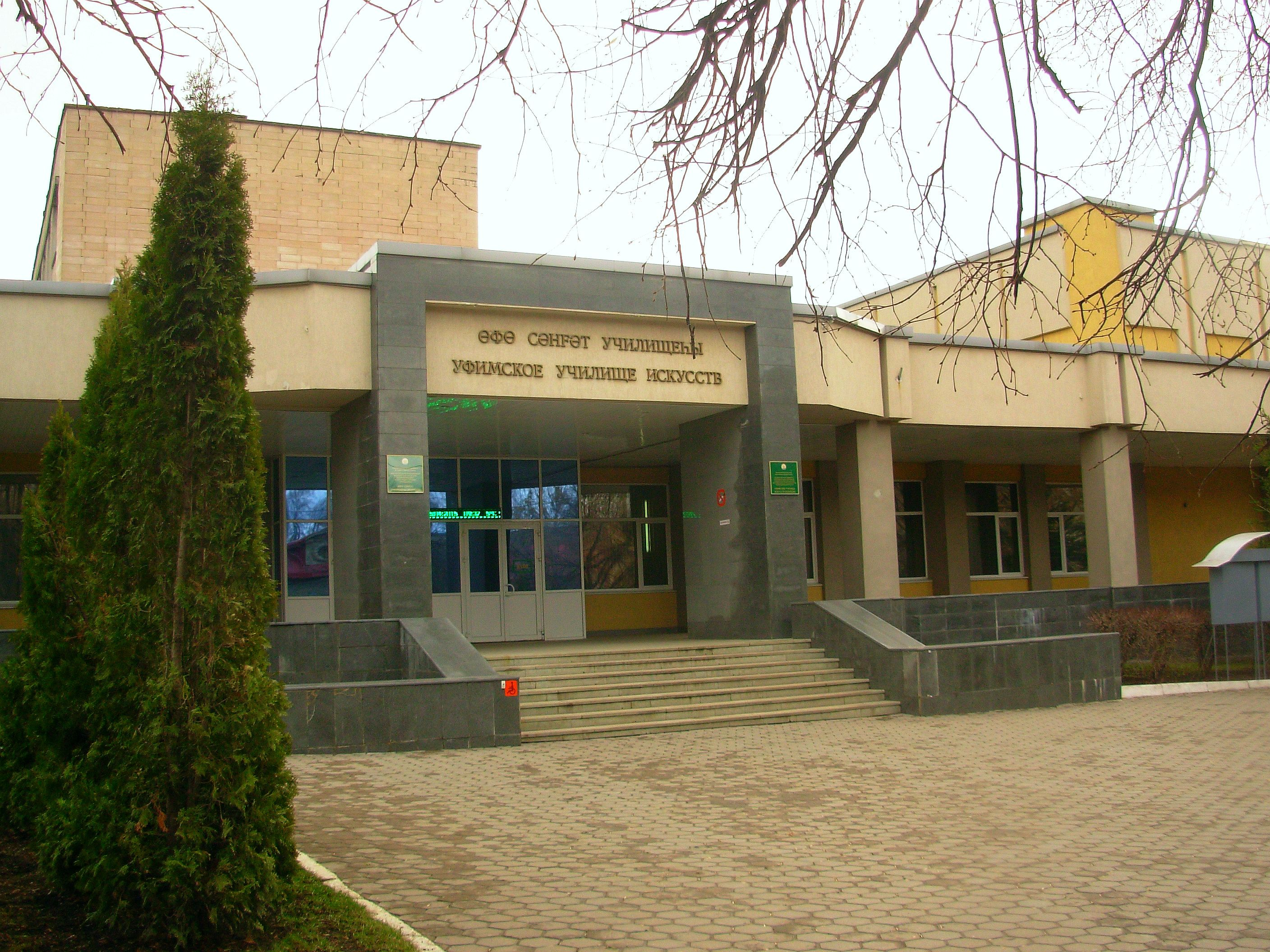
Уфимский колледж искусств

После успешного окончания училища Флюра Нугуманова решила продолжить учёбу в Казанской консерватории (Уфимский институт искусств будет открыт в 1968 году). Для того, чтобы купить билет до Казани ей пришлось продать два своих лучших платья. В Казани она попала к замечательной певице и педагогу Наталье Николаевне Лучининой (1914—1985). Н. Лучинина помогла окончательно сформировать голос начинающей певицы — меццо-сопрано. Для манеры исполнения Флюры Галимьяновны характерна редкая эмоциональность, её голос отличается насыщенностью по окраске тембра и драматическим звучанием.

В 1967—1972 годы Ф. Г. Нугуманова работала преподавателем Уфимского училища искусств.

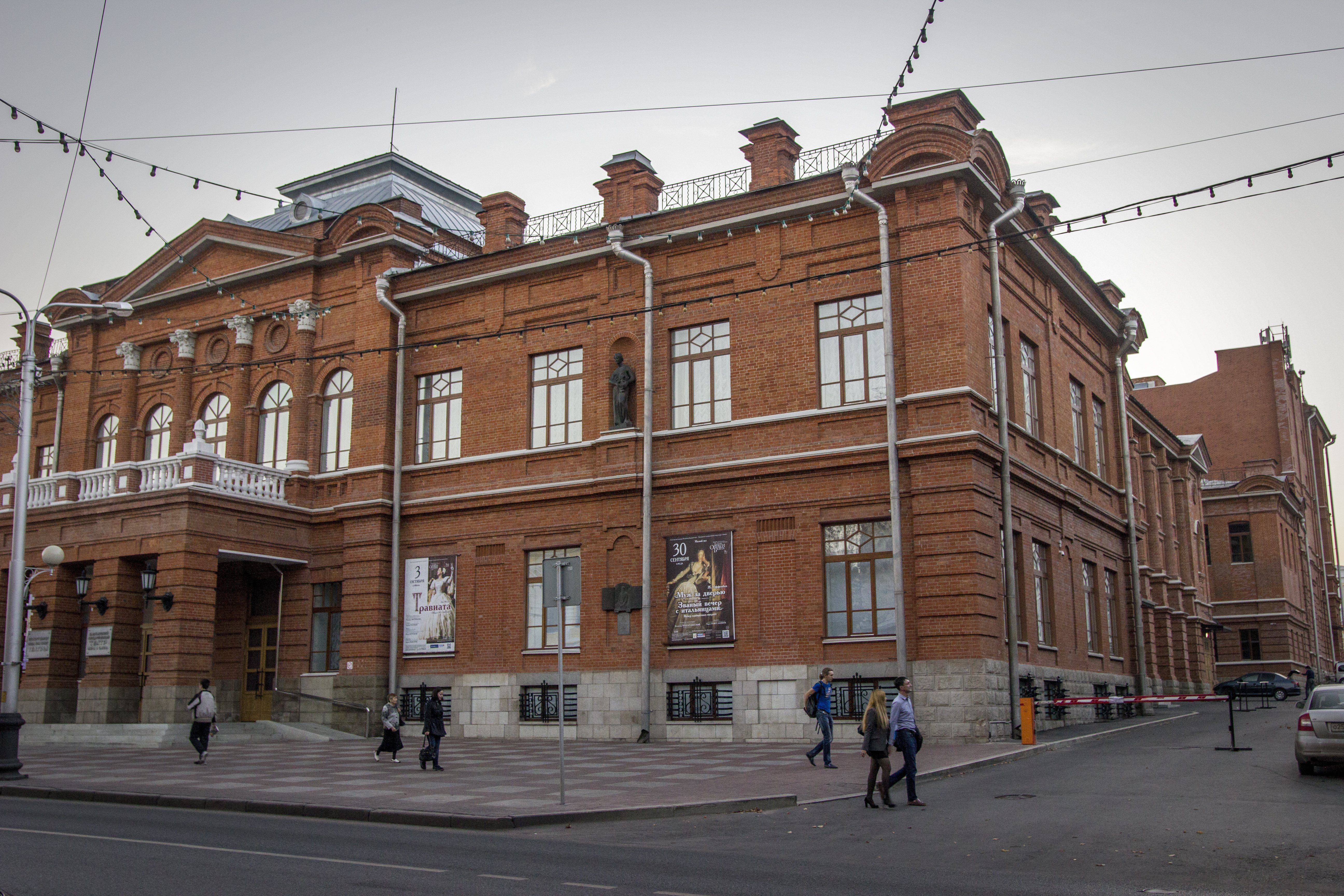
Башкирский театр оперы и балета (Уфа)

В 1972—1983 годы была солисткой Башкирского государственного театра оперы и балета. Член Союза театральных деятелей с 1976 года.
Основные партии в театре: Марта («Фауст» Ш. Ф. Гуно), Ана («Биржан и Сара» М. Т. Тулебаева), Лаура («Иоланта»), Полина («Пиковая дама»; обе — П. И. Чайковского) и другие. Успешно выступала в национальных операх: Гульмария («Агидель тулкындары»; дебют, первая исполнительница, 1972), Яланбика («Дауыл»), Шамсия («Ҡоҙаса» — «Свояченица» З. Г. Исмагилова), Куйхылыу, Карасэс («Урал ильселэре»), Кюнбика («Салават Юлаев»).
В концертном репертуаре Флюры Нугумановой башкирские народные песни, знакомые ей с детства («Ағын һыу» — «Текучая вода», «Ашкадар», «Гайса-ахун», «Гильмияза», «Ильяс», «Хисам», «Эльмалек») и произведения башкирских и татарских композиторов.
Выступала с народной артисткой СССР Т. А. Милашкиной. Участница Дней культуры БАССР в Ленинграде (1969). Гастролировала по городам СССР.
1983—2011 годы — преподаватель Уфимского училища искусств. Среди учеников известные оперные певцы Ямиль Абдульманов, Ляля Ахметзянова, Флюра Кильдиярова, эстрадные исполнители Резеда Аминева, Г. Ульмаскулова и др.
В Уфимском училище искусств Флюра Галимьяновна снискала славу опытного и мудрого педагога. Флюра Нугуманова — член жюри Республиканского фестиваля колыбельной песни «Бишек йыры» и других конкурсов. Является автором проекта по сохранению башкирской народной песни «Золотое наследие».
За большие заслуги в развитии музыкальной культуры Флюра Нугуманова отмечена почетными званиями «Заслуженный артист Башкирской АССР» (1980) и «Народный артист Башкирской Советской Социалистической Республики» (1991).